# موتسومی تامابایاشی
موتسومی تامابایاشی (انگلیسی: Mutsumi Tamabayashi؛ زادهٔ ۱۲ اکتبر ۱۹۸۴) بازیکن فوتبال اهل ژاپن است.
از باشگاه‌هایی که در آن بازی کرده‌است می‌توان به باشگاه فوتبال ماتسوموتو یاماگا اشاره کرد.